# خوان كارلوس بيريز لوبيز
خوان كارلوس بيريز لوبيز (بالإسبانية: Juan Carlos Pérez López)‏ (مواليد 14 فبراير 1945 - الوفاة 16 يناير 2012) كان لاعب كرة قدم إسباني كان يلعب كلاعب وسط. لعب خلال مسيرته 267 مباراة سجل خلالها 26 هدفاً.

## روابط خارجية
- خوان كارلوس بيريز لوبيز على موقع قاعدة بيانات كرة القدم.إي يو (الإنجليزية)
- خوان كارلوس بيريز لوبيز على موقع ناشيونال فوتبول تيمز (الإنجليزية)